# 古特朗
古特朗（法語：Goutrens）是法国阿韦龙省的一个市镇，属于罗德兹区（Rodez）里尼亚克县（Rignac）。该市镇2009年时的人口为509人。

## 人口
古特朗人口变化图示
| 数据来源：INSEE |